# ナルニア国物語 (映画)
『ナルニア国物語』（The Chronicles of Narnia）は、C・S・ルイスの小説『ナルニア国ものがたり』を原作とし、ウォルデン・メディアが製作したアメリカ合衆国のファンタジー映画のシリーズである。原作七部作全ての映画化が計画されており、2011年現在までに、『ライオンと魔女』（2005年）、『カスピアン王子の角笛』（2008年）、『アスラン王と魔法の島』（2010年、原作題『朝びらき丸 東の海へ』）が公開されている。
喋るライオンで、ナルニア国の王でもあるアスランによってナルニアの世界に導かれた子供たちの冒険を中心に描いている。主人公となる子供たちはペベンジー兄弟で、敵となるのは白い魔女である。映画は小説のストーリーとキリスト教のテーマに忠実であるが、一部にギリシア神話やアイルランドの童話の要素も含まれる。
第1作と第2作はアンドリュー・アダムソンが監督、マーク・ジョンソンが製作し、ウォルト・ディズニー・ピクチャーズが配給した。第3作はシリーズ初となるデジタル3Dとなり、マイケル・アプテッドが監督し、20世紀フォックスが配給した。
シリーズは古典小説の映画化であるため世界で最も大きい映画フランチャイズの1つであると考えられていた。しかし、第1作が歴代38位の興行収入を記録するものの、第2作は配給のディズニーの期待値を下回ったために、第3作以降は20世紀フォックスが務めることとなった。シリーズ全体の興行収入は15億ドル以上に達した。

## 製作背景
生前、C・S・ルイスは映画化によってキャラクターや空想的な要素を忠実に再現できるかに懐疑的で、『ナルニア国ものがたり』シリーズの映画化権を売らなかった。

## 作品

### 第1章:ライオンと魔女
『ライオンと魔女』は、ニュージランド人のアンドリュー・アダムソンが監督し、ニュージーランド、ポーランド、チェコ、イングランドで撮影された。
ストーリーは、田舎に疎開してきたイギリス人4兄弟がナルニア国へ迷い込み、世界を冬の時代へと変えた白い魔女を倒すため、ライオンのアスランと共に戦う姿を描く。
2006年12月7日より興行が始まり、全世界で7億ドルを稼いで歴代38位の興行収入となった。

### 第2章: カスピアン王子の角笛
第2作となる『カスピアン王子の角笛』は、第1作のスタッフが引き続いて製作した。前作の主要キャストも再出演したほか、ベン・バーンズ、ピーター・ディンクレイジ、エディー・イザードが新たに参加した。
ストーリーは、ペヴェンシー4兄弟が1300年経ち、テルマール人が治めるようになったナルニアを再び訪れ、悪い叔父から王座を取り戻そうとするカスピアン王子と共に戦う姿を描く。
2008年5月16日に公開された。本作はウォルト・ディズニー・ピクチャーズが配給したシリーズ最後の作品となった。

### 第3章: アスラン王と魔法の島
『朝びらき丸 東の海へ』を原作とする第3作『アスラン王と魔法の島』は、マイケル・アプテッドが監督した。
ストーリーは、エドマンドとルーシー・ペベンシー、そしてそのいとこのユースチスがナルニアを訪れ、新たにナルニア王となったカスピアンと共に朝びらき丸に乗り、行方不明となった7人の貴族を探す冒険を描く。
ディズニーがウォルデン・メディアと製作費を巡って争い、その結果映画を製作しないこととなり、一時保留された。その後、20世紀フォックスとの交渉が開始され、2009年1月28日、フォックスが参加することが公式発表された。2010年12月10日、2Dとデジタル3Dによって公開された。

### 続編
2011年3月22日、次回作は原作第6巻の『魔術師のおい』を予定していることが明かされたが、諸々の事情により中止された。『銀のいす』に変更とされ、現在制作中である。

## 主要キャスト

### ナルニアの友
- ピーター・ペベンシー（演: ウィリアム・モーズリー）: ペベンシー兄弟の長兄で、ナルニアの上級王。
- スーザン・ペベンシー（演: アナ・ポップルウェル）: ペベンシー兄弟の長女で、ナルニアの女王。
- エドマンド・ペベンシー（演: スキャンダー・ケインズ）: ペベンシー兄弟の次男で、ナルニアの王。
- ルーシー・ペベンシー（演: ジョージー・ヘンリー）: ペベンシー兄弟の次女で、ナルニアの女王。
- ユースチス・スクラブ（演: ウィル・ポールター）: ペベンシー兄弟のいとこ。

### その他の主要人物
- アスラン（声: リーアム・ニーソン）: ナルニアを創造し、手助けするライオン。原作小説全巻に登場する唯一のキャラクターである。
- 白い魔女（演: ティルダ・スウィントン）: チャーンの国の元女王で魔女。『魔術師のおい』から『ライオンと魔女』の間にナルニアを統治していた。
- カスピアン10世（演: ベン・バーンズ）: テルマールの王子で、悪の叔父のミラースを倒し、ナルニア王となる。
- リーピチープ（声: エディー・イザード/サイモン・ペグ）: ナルニア国の自由とアスランを守るために戦う高貴で勇敢なねずみ。『カスピアン王子の角笛』でイザード、『アスラン王と魔法の島』でペグが演じた。

| キャラクター                   | 映画                     | 映画                               | 映画                   |
| キャラクター                   | ライオンと魔女           | カスピアン王子の角笛               | アスラン王と魔法の島   |
| ------------------------------ | ------------------------ | ---------------------------------- | ---------------------- |
| アスラン                       | リーアム・ニーソン       | リーアム・ニーソン                 | リーアム・ニーソン     |
| ルーシー・ペベンシー           | ジョージー・ヘンリー     | ジョージー・ヘンリー               | ジョージー・ヘンリー   |
| エドマンド・ペベンシー         | スキャンダー・ケインズ   | スキャンダー・ケインズ             | スキャンダー・ケインズ |
| スーザン・ペベンシー           | アナ・ポップルウェル     | アナ・ポップルウェル               | アナ・ポップルウェル   |
| ピーター・ペベンシー           | ウィリアム・モーズリー   | ウィリアム・モーズリー             | ウィリアム・モーズリー |
| カスピアン                     |                          | ベン・バーンズ                     | ベン・バーンズ         |
| ユースチス・スクラブ           |                          |                                    | ウィル・ポールター     |
| 白い魔女                       | ティルダ・スウィントン   | ティルダ・スウィントン             | ティルダ・スウィントン |
| ミラース                       |                          | セルジオ・カステリット             |                        |
| リーピチープ                   |                          | エディー・イザード                 | サイモン・ペグ         |
| タムナスさん                   | ジェームズ・マカヴォイ   |                                    |                        |
| ディゴリー・カーク             | ジム・ブロードベント     |                                    |                        |
| ビーバーさん                   | レイ・ウィンストン       |                                    |                        |
| ビーバーおくさん               | ドーン・フレンチ         |                                    |                        |
| ジナーブリック                 | キラン・シャー           |                                    |                        |
| トランプキン                   |                          | ピーター・ディンクレイジ           |                        |
| リリアンディル                 |                          |                                    | ローラ・ブレント       |
| グロゼール                     |                          | ピエルフランチェスコ・ファヴィーノ |                        |
| ソペスピアン                   |                          | ダミアン・アルカザール             |                        |
| ドリニアン                     |                          |                                    | ゲイリー・スウィート   |
| タヴロス                       |                          |                                    | シェーン・ランギ       |
| ピーター・ペベンシー（大人）   | ノア・ハントリー         |                                    |                        |
| スーザン・ペペンシー（大人）   | ソフィー・ウィンクルマン |                                    |                        |
| エドマンド・ペペンシー（大人） | マーク・ウェルス         |                                    |                        |
| ルーシー・ペペンシー（大人）   | レイチェル・ヘンリー     |                                    |                        |

## 評価

### 興行収入
| 映画                                       | 公開日         | 監督                     | 配給                               | 興行収入     | 興行収入     | 順位        | 順位        | 製作費       |
| 映画                                       | 公開日         | 監督                     | 配給                               | 北米         | 全世界       | 年別 全世界 | 歴代 全世界 | 製作費       |
| ------------------------------------------ | -------------- | ------------------------ | ---------------------------------- | ------------ | ------------ | ----------- | ----------- | ------------ |
| ナルニア国物語/第1章: ライオンと魔女       | 2005年12月9日  | アンドリュー・アダムソン | ウォルト・ディズニー・ピクチャーズ | $291,710,957 | $745,011,272 | #3          | #41         | $180,000,000 |
| ナルニア国物語/第2章: カスピアン王子の角笛 | 2008年5月16日  | アンドリュー・アダムソン | ウォルト・ディズニー・ピクチャーズ | $141,621,490 | $419,664,778 | #10         | #130        | $225,000,000 |
| ナルニア国物語/第3章: アスラン王と魔法の島 | 2010年12月10日 | マイケル・アプテッド     | 20世紀フォックス                   | $104,386,950 | $415,686,217 | #12         | #132        | $140,000,000 |
| 合計                                       | 合計           | 合計                     | 合計                               | $537719397   | $1580362267  |             | #15         | $545,000,000 |

### 批評
| 映画                 | Rotten Tomatoes   | Rotten Tomatoes  | Metacritic          | Yahoo! Movies   |
| 映画                 | Overall           | Top Critics      | Metacritic          | Yahoo! Movies   |
| -------------------- | ----------------- | ---------------- | ------------------- | --------------- |
| ライオンと魔女       | 75% (208 reviews) | 76% (38 reviews) | 75/100 (39 reviews) | B (13 reviews)  |
| カスピアン王子の角笛 | 67% (179 reviews) | 62% (37 reviews) | 62/100 (34 reviews) | B- (14 reviews) |
| アスラン王と魔法の島 | 50% (151 reviews) | 52% (27 reviews) | 53/100 (33 reviews) | C+ (10 reviews) |